# Antonius van der Pas
Antonius van der Pas (* 24. September 1920 in Angermund; † 15. Januar 2008) war ein Künstler niederländischer Herkunft.

## Leben und Werk
Antonius war eines der beiden Kinder des Niederländers Anton van der Pas und einer Deutschen. Seine Kindheit und Jugend verbrachte er zunächst in Duisburg-Großenbaum, 1932 zog die Familie nach Nijmegen um. Dort wurde Van der Pas nach seiner schulischen Laufbahn als Werbegrafiker ausgebildet. Während der Jahre 1935–1938 wurde seine künstlerische Begabung durch Zeichenunterricht gefördert. Die Familie fand in den folgenden Jahren in Düsseldorf einen neuen Wohnsitz. Van der Pas arbeitete bis zum Ende des Zweiten Weltkriegs unter anderem in der Druckerei des Düsseldorfer Unternehmens Henkel. Während eines Zwischenfalls im September 1943 geriet van der Pas in einen Konflikt mit dem nationalsozialistischen Regime, als er während einer aufgrund seines Status als Ausländer illegalen Reise nach Aachen von der SS aufgegriffen und für eine Nacht interniert wurde. Nach dem Zweiten Weltkrieg nahm er ein Kunststudium an der Kunstakademie Düsseldorf auf und wurde unter anderem von Wilhelm Schmurr, Werner Heuser, Otto Coester ausgebildet.
1949 unternahm er Studienreisen nach Paris, wo er mit Georges Braque, Pierre Bonnard und Pablo Picasso einflussreiche Maler dieser Zeit persönlich kennenlernte. 1950 folgten Studienreisen nach Spanien, 1952–1953 schließlich ein längerer Aufenthalt in Granada, während dessen er seine spätere Ehefrau Conchita Gonzalez-Munoz kennenlernte. Seine Frau verstarb 1975.
Während der 1970er, 1980er und 1990er Jahre führten ihn Studienreisen unter anderem nach Japan, Sri Lanka, Indien, Indonesien, Bali, Thailand, Burma, in die USA, Frankreich, Ägypten, in die Türkei, Zypern, Spanien, Marokko, Tunesien, Skandinavien, England, Irland, die Volksrepublik China, Russland und Österreich.
1983 richtete er in Mettmann ein Atelier ein. Er verstarb am 15. Januar 2008.
Van der Pas hatte zahlreiche Ausstellungen. Seine Werke sind in bedeutenden deutschen Kunstmuseen ausgestellt, unter anderem im Kunstmuseum Bonn, in der Kunsthalle Bremen, in der Sammlung Deutsche Bank, Frankfurt und im Museum Kunstpalast, Düsseldorf. Er trug auch zur künstlerischen Gestaltung von Gebäuden bei beispielsweise ziert das Fresko Gedanken über die Stadt Rheine und ihre Umgebung die Eingangshalle des Rathauses in Rheine. 